# Garcorops madagascar
Garcorops madagascar là một loài nhện trong họ Selenopidae.
Loài này thuộc chi Garcorops. Garcorops madagascar được J. A. Corronca miêu tả năm 2003.